# Шедієве
Шеді́єве — село в Україні, в Нехворощанській сільській громаді Полтавського району Полтавської області. Населення становить 486 осіб. Орган місцевого самоврядування — Шедіївська сільська рада.

## Назва
Гетьман Іван Самойлович відрядив у 70-ті роки XVII ст. козака Лук'яна(Лисого) на береги Орелі для розвідки і добування селітри. Лук'ян прибув з сотнею козаків, які вирили тут до трьох десятків шед (траншей). Звідси і назва села — Шедієве.

## Географія
Село Шедієве розташоване на правому березі річки Оріль, вище за течією примикає село Бурти, нижче за течією на відстані 1 км розташоване село Лівенське. Річка в цьому місці звивиста, утворює лимани, стариці та заболочені озера (озеро Лиман). Біля села розташований гідрологічний заказник Шедієво площею 273 га.

## Історія
Село називалося - Шадієво - від власника села - Шадеева Олексія, прем'ер-майора російської армії, 1785 рік[джерело?].
До 1917 року маєток у Шедієвому належав родині Лук'яновичів, тут проводили дитячі роки споріднені їм Авінови, в тому числі А. М. Авінов, знаний американський і російський ентомолог, мандрівник, художник, колекціонер, музеє- та мистецтвознавець, дипломат.
З 1785-го село належало Шадееву ( звідки і виникла назва) Олексію, прем'єр-майору російської армії.
З 1844-го належало Лук'яновичу Миколі Андрійовичу, генерал-майору російської армії.
З 1880 року до 1917-го село належало Миколі Олександровичу Авінову, генерал-лейтенанту російської армії, зятю Лук'яновича М.А.

## Населення

### Мова
Розподіл населення за рідною мовою за даними перепису 2001 року:
| Мова       | Кількість | Відсоток |
| ---------- | --------- | -------- |
| українська | 467       | 96.09%   |
| російська  | 17        | 3.49%    |
| білоруська | 1         | 0.21%    |
| угорська   | 1         | 0.21%    |
| Усього     | 486       | 100%     |

## Економіка
- ТОВ «Шедієве».

## Об'єкти соціальної сфери
- Школа І-ІІ ст.
- Клуб.

## Постаті
Мошура Володимир Якович – педагог, зоотехнік, письменник. 
Ходак Віктор Григорович — солдат 93-ї бригади, загинув в «Іловайському котлі» від «дружнього» російського обстрілу. 19 листопада 2015 року честі Віктора Ходака в Шедієвому відкрито меморіальну дошку.